# Pierfrancesco Pavoni
Pierfrancesco Pavoni (ur. 21 lutego 1963 w Rzymie) – włoski lekkoatleta,  sprinter.
Dwukrotny uczestnik igrzysk olimpijskich: Los Angeles (1984) oraz Seul (1988). Srebrny medalista mistrzostw świata oraz mistrzostw Europy. Dwa razy stawał na podium halowych mistrzostw świata i halowych mistrzostw Europy. Zakończył karierę w 1991 mając 28 lat.

## Osiągnięcia
| Rok  | Impreza                     | Miejsce      | Lokata      | Konkurencja        | Wynik |
| ---- | --------------------------- | ------------ | ----------- | ------------------ | ----- |
| 1981 | Mistrzostwa Europy juniorów | Utrecht      | 3. miejsce  | bieg na 100 m      | 10,39 |
| 1982 | Mistrzostwa Europy          | Ateny        | 2. miejsce  | bieg na 100 m      | 10,25 |
| 1983 | Igrzyska śródziemnomorskie  | Casablanca   | 1. miejsce  | bieg na 100 m      | 10,24 |
| 1983 | Igrzyska śródziemnomorskie  | Casablanca   | 1. miejsce  | sztafeta 4 × 100 m | 38,76 |
| 1983 | Mistrzostwa świata          | Helsinki     | ćwierćfinał | bieg na 100 m      | 10,44 |
| 1983 | Mistrzostwa świata          | Helsinki     | 2. miejsce  | sztafeta 4 × 100 m | 38,37 |
| 1984 | Igrzyska olimpijskie        | Los Angeles  | ćwierćfinał | bieg na 100 m      | 10,72 |
| 1985 | Światowe igrzyska halowe    | Paryż        | eliminacje  | bieg na 60 m       | 6,80  |
| 1987 | Halowe mistrzostwa świata   | Indianapolis | 3. miejsce  | bieg na 60 m       | 6,59  |
| 1987 | Halowe mistrzostwa Europy   | Liévin       | 2. miejsce  | bieg na 60 m       | 6,58  |
| 1987 | Mistrzostwa świata          | Rzym         | 7. miejsce  | bieg na 100 m      | 16,23 |
| 1987 | Mistrzostwa świata          | Rzym         | 7. miejsce  | bieg na 200 m      | 20,45 |
| 1987 | Mistrzostwa świata          | Rzym         | 7. miejsce  | sztafeta 4 × 100 m | 39,62 |
| 1988 | Igrzyska olimpijskie        | Seul         | ćwierćfinał | bieg na 100 m      | 10,33 |
| 1988 | Igrzyska olimpijskie        | Seul         | 5. miejsce  | sztafeta 4 × 100 m | 39,20 |
| 1989 | Halowe mistrzostwa świata   | Budapeszt    | 3. miejsce  | bieg na 60 m       | 6,61  |
| 1990 | Halowe mistrzostwa Europy   | Glasgow      | 2. miejsce  | bieg na 60 m       | 6,59  |

## Rekordy życiowe
- bieg na 100 metrów – 10,22 (1986)
- bieg na 200 metrów – 20,38 (1987)
- bieg na 300 metrów – 32,55 (1983)
- bieg na 400 metrów – 45,71 (1985)
- bieg na 60 metrów – 6,55 (1990) do 2013 rekord Włoch

Pavoni jest byłym rekordzistą Włoch w sztafecie 4 × 100 metrów – 38,37 (1983).